# アントニオ・リテレス
アントニオ・リテレス（Antonio Líteres, *1673年6月18日 マジョルカ島アルタ - †1747年1月18日 マドリッド）は、スペインとポルトガルで活躍した後期バロック音楽の宮廷作曲家。バレアレス諸島出身。叙勲されてアントニオ・デ・リテレス（Antonio de Literes）と名乗ったほか、ポルトガルではアントニ・リテレス（Antoni Literes）として知られた。本名はアントニオ・リテレス・カリオーン（Antonio Líteres Carrión）。
1688年にマドリッドのスペイン宮廷礼拝堂附属学校で教育を受け、ヴィオラ・ダ・ガンバを学ぶ。1720年に聖ウィンケントゥス伝に基づくオラトリオをリスボン大聖堂に提出（後にリスボン大震災により散逸）。1734年のリスボン震災で焼失した楽曲の代わりに、晩課祷の音楽や3つのミサ曲をポルトガル宮廷に提出している。
存命中は宗教曲・世俗曲ともに高い評価を受けていたが、没後長らく忘れられていた。20世紀末の国際的な古楽器演奏ブームの中で再発見され、数々のカンタータや（サルスエラを含む）歌劇
が録音されると、その安定した作曲技法の高さと創意の豊かさによって、積極的に再評価されるようになった。

## 文献
- Antoni Pizà. Antoni Literes: Introducció a la seva obra Palma de Mallorca: Edicions Documenta Balear, 2002) ISBN 84-956-9450-6

## 主要作品一覧
- Literes Carrión, Antonio